# 진위중학교
진위중학교(振威中學校)는 대한민국 경기도 평택시 진위면 가곡리에 있는 사립 중학교이다.

## 학교 연혁
- 1953년 6월 15일 : 진위고등 공민학교 설립인가
- 1964년 11월 12일 : 학교법인 광염의숙 설립인가
- 1964년 12월 19일 : 진위중학교 설립인가
- 1965년 3월 5일 : 진위중학교 개교, 권오겸 교장 취임
- 2019년 10월 2일 : 제11대 권혁우 이사장 취임
- 2023년 3월 1일 : 제5대 송해동 교장 취임
- 2024년 1월 9일 : 제57회 졸업식 (졸업생 총수 9,682명)

## 참고 자료
- 진위중학교 - 한국교육학술정보원 학교알리미